# Tudulinna
Tudulinna (em estoniano:  Tudulinna vald) é um município rural estoniano localizado na região de Ida-Virumaa.